# Хубур, Кор
Корнелис Хендрикюс (Кор) Хубур (нидерл. Cornelis Hendricus "Cor" Hoeboer; 26 сентября 1906, Ватерграфсмер — 23 сентября 1988, Винкевен) — нидерландский футбольный вратарь и тренер. Выступал за амстердамские команды «Де Мер» и «Аякс».

## Футбольная карьера
С 1920-х годов Хубур играл за футбольный клуб «Де Мер» из Амстердама, его команда участвовала в чемпионате, проводимом под эгидой римско-католической футбольной федерации (нидерл. R. K. Voetbalfederatie). Кор регулярно выступал за римско-католическую сборную Амстердама.
Летом 1932 года Хубур получил предложение выступать за амстердамский «Аякс», тренером которого был англичанин Джек Рейнолдс. На вратарской позиции Кор заменил Яна Бонневелда, который продолжил спортивную карьеру в бейсбольной команде «Аякса». Резервными голкиперами команды стали опытный Ян де Бур и молодой Рейн Хаппел.
Дебют Кора в составе «Аякса» состоялся 18 сентября в матче чемпионата против клуба ДФК, завершившимся вничью 1:1. Перед матчем 3-го тура с командой «Хилверсюм» появилась информация, что Хубур заболел гриппом и не сможет принять участие в игре. Его заменил резервный голкипер Хаппел, а матч завершился с ничейным счётом — 2:2. 30 октября Хубур пропустил пять голов в гостевой игре с «Харлемом», а через неделю он впервые в сезоне отыграл матч «на ноль».
В конце ноября «Аякс» провёл товарищеский матч против экс-игроков сборной Нидерландов (4:7). Ворота «оранжевых» защищал одноклубник Хубура 34-летний Ян де Бур, который в последнее время практически не играл за «Аякс», но именно он в следующей игре чемпионата занял ворота амстердамской команды.
25 декабря в Гааге футболисты «Аякса» провели спарринг-матч с клубом «т’ Гой» и одержали победу с разгромным счётом 8:1. Во втором тайме футболист Кохен столкнулся с Хубуром, в результате чего получил тяжёлый перелом ноги — сломав большеберцовую кость.
За сезон Хубур отыграл в чемпионате 13 матчей, пропустив в них 27 голов; лишь в двух играх он оставил свои ворота в неприкосновенности. «Аякс» до конца сезона 1932/33 претендовал на первое место, но всё же уступил пять очков «Стормвогелсу». Уже в мае 1933 года Кор вернулся обратно в свой прежний клуб «Де Мер», где на протяжении ещё нескольких сезонов оставался основным голкипером.
В 1938 году он начал в «Де Мере» тренерскую карьеру, позже входил в Совет клуба. В 1940 году Хубур сыграл несколько матчей за «Де Мер». Является почётным членом клуба «Де Мер».

## Личная жизнь
Кор родился в сентябре 1906 года в Ватерграфсмере. Отец — Адрианюс Бернардюс Хубур, был родом из Вурдена, мать — Йоханна ден Бланкен, родилась в Ритвелде. Помимо него, в семье было ещё пятеро детей: четверо сыновей и одна дочь.
Женился в возрасте двадцати двух лет — его супругой стала 25-летняя Мария ван Гейлсвейк, уроженка Ватерграфсмера. Их брак был зарегистрирован 21 августа 1929 года в Амстердаме. На момент женитьбы работал строителем. Всего у супругов было семеро детей — пятеро сыновей и две дочери.
Умер 23 сентября 1988 года в деревне Винкевен в возрасте 81 года. Похоронен рядом с супругой на кладбище Бёйтенвелдерт в Амстердаме.